# Edith DeVoe
Edith DeVoe (Washington, D.C., 24 de outubro de 1921 - Laurel, 17 de novembro de 2000) foi uma enfermeira americana. Ela foi a segunda mulher negra admitida para servir no Corpo de Enfermeiros da Marinha dos Estados Unidos durante a Segunda Guerra Mundial, foi a primeira enfermeira negra a ser admitida na Marinha regular e foi a primeira enfermeira negra a servir na Marinha fora do continente dos Estados Unidos.

## Primeiros anos
Edith Mazie DeVoe nasceu em 24 de outubro de 1921 em Washington, D. C. filha de Sadie Frances (nascida Dent) e Joseph Edward DeVoe. Ambos os pais trabalhavam para o serviço público e a família consistia em quatro filhos, Elizabeth, Edith, Joseph e Sadie. Seu irmão morreria em 1934 e ambas as irmãs se tornariam enfermeiras. Ela completou sua educação primária frequentando as escolas Randall Junior High e Dunbar High Schools. DeVoe matriculou-se com sua irmã Elizabeth na escola de enfermagem do Freedman's Hospital, graduando-se em 1942. Ela então complementou sua educação com cursos de enfermagem de saúde pública, na Escola de Enfermagem St. Philip, em Richmond, Virgínia.

## Carreira
DeVoe começou sua carreira trabalhando para a Visiting Nurse Association. Em 18 de abril de 1945, uma semana após a primeira enfermeira negra da Marinha, Phyllis Mae Daley, ser designada para o serviço ativo, DeVoe foi comissionada como alferes na Reserva da Marinha dos Estados Unidos. Ela foi designada para seu primeiro serviço ativo em 13 de junho de 1945, e serviu por dois anos durante a Segunda Guerra Mundial no Boston Navy Yard. Em meados de 1947, ela foi designada para a Naval Mine Warfare Test Station, em Solomons, Maryland. Em 6 de janeiro de 1948, DeVoe foi transferida para o Corpo de Enfermeiras da Marinha e designada para o Dispensário do Anexo de Comunicação da Marinha em Washington, D. C., como a primeira enfermeira negra na marinha regular. Em março de 1948, quando o Congresso estava deliberando sobre se as mulheres deveriam se tornar permanentemente parte do exército, Adam Clayton Powell Jr., Representante do Harlem na Câmara argumentou que o Corpo de Enfermeiras deveria ser permanente, que os militares deveriam ser totalmente desagregados e enfatizou que DeVoe foi a única enfermeira negra servindo aos 19.337 soldados negros da Marinha.
Em 1949, DeVoe ganhou o posto de Tenente (JG) e foi designada para o Hospital Naval de St. Albans, no bairro Queens. de Long Island. No ano seguinte, ela se tornou a primeira enfermeira negra designada para um posto de serviço fora do continente dos Estados Unidos, quando foi enviada para o Tripler Army-Navy Hospital, um dos poucos centros médicos que atendem a vários ramos de serviço. Sua missão ali era ajudar os evacuados e feridos servindo na Guerra da Coreia. Em 1º de maio de 1952, DeVoe tornou-se tenente titular e em agosto foi transferida para o hospital naval em Pasadena, Califórnia. Ela sofreu um acidente de carro em 1955, enquanto servia no Oakland Naval Hospital e em 1 de abril de 1956, ela foi colocada na lista de incapacidades temporárias. Ela voltou ao serviço e se aposentou do serviço militar em 1960 em Oakland, retornando a Washington, D. C.

## Morte e legado
DeVoe morreu de câncer de pulmão em 17 de novembro de 2000 no Cherry Lane Nursing Center em Laurel, Condado de Prince George's, Maryland e foi enterrada no Cemitério Nacional de Quantico em Triangle, Virgínia.